# Call Cobbs
Call Cobbs (Springfield (Ohio), 30 juni 1911 – New York, 21 september 1971) was een Amerikaanse jazzpianist en -organist.

## Biografie
Ben Webster haalde in 1937 Cobbs en Kenny Clarke over om naar New York te gaan, waar Cobbs een trio vormde met Clarke en zijn stiefbroer, bassist Frank Spearman, die in Harlem werkte. Toen Cobbs voor Art Tatum werkte als secretaris en gids voor blinden, brak het trio uit elkaar. Hij begeleidde later Billie Holiday en verving Hampton Hawes in de Wardell Gray-band. Cobbs speelde in bigbands en maakte in 1954 deel uit van de Johnny Hodges-band, net als John Coltrane, met wie hij ook in diens combo speelde.
Tussen 1964 en 1970 maakte hij met onderbrekingen deel uit van de band van Albert Ayler, waarvan hij de muzikale leiding had. In 1967 speelde hij met hem op het Montreal Jazz Festival. Met Ayler trad hij in 1970 ook op in Frankrijk. Cobbs blues- en gospelgeoriënteerde stijl en de spinettonen die hij gebruikte op het elektronische rocksichord vormden een contrast met de freejazz van Aylers, die criticus Henry Kuntz net zo aantrekkelijk vond als het spel van Fred Van Hove in een trio met Peter Brötzmann en Han Bennink. 

## Overlijden
Call Cobbs overleed in september 1971 op 60-jarige leeftijd na een auto-ongeluk in The Bronx, waarbij hij als voetganger werd aangereden.

## Discografie
- ????: Jack McVea Two Timin' Baby (Juke Box Lil)
- ????: Jimmy Rushing 1946-1953 (Jazz Classics)
- 1954: Johnny Hodges  The Jeep is Jumpin
- ????: John Coltrane First Giant Steps (Rare Live Recordings)
- 1965: Albert Ayler  Spirits Rejoice (ESP-Disk)
- 1967: Albert Ayler Love Cry  (Impulse! Records)
- 1968: Albert Ayler New Grass (Impulse! Records)
- 1970: Albert Ayler Nuits de la Fondation Maeght, Vol. 1

- Bibliothèque nationale de France: cb14165331f (data)
- CiNii: DA16700431
- Gemeinsame Normdatei: 1049972821
- International Standard Name Identifier: 0000 0000 6308 3633
- Library of Congress Control Number: n96031692
- MusicBrainz: 4bbdea23-c524-433e-8f37-d5683c6bc3fa
- Système universitaire de documentation: 157337898
- Virtual International Authority File: 2060223
- WorldCat: E39PCjqWJpQMMRPBYfMhPgDT9C